# Åbo bokmässa

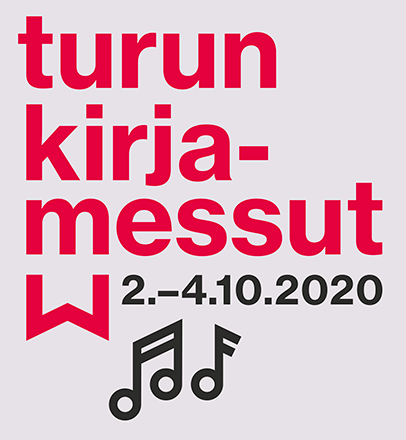

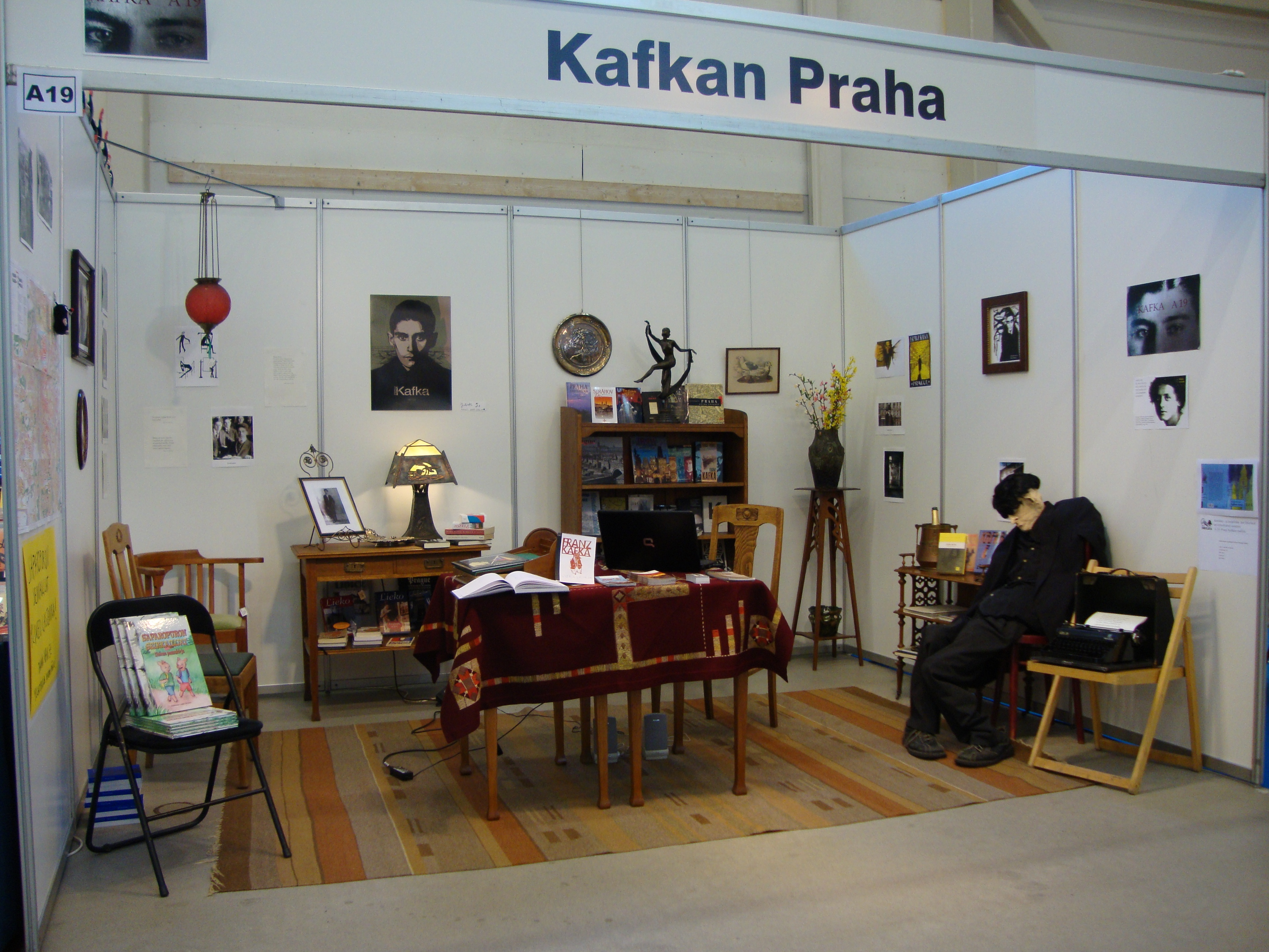
Utställning om Franz Kafka i Prag, 2010

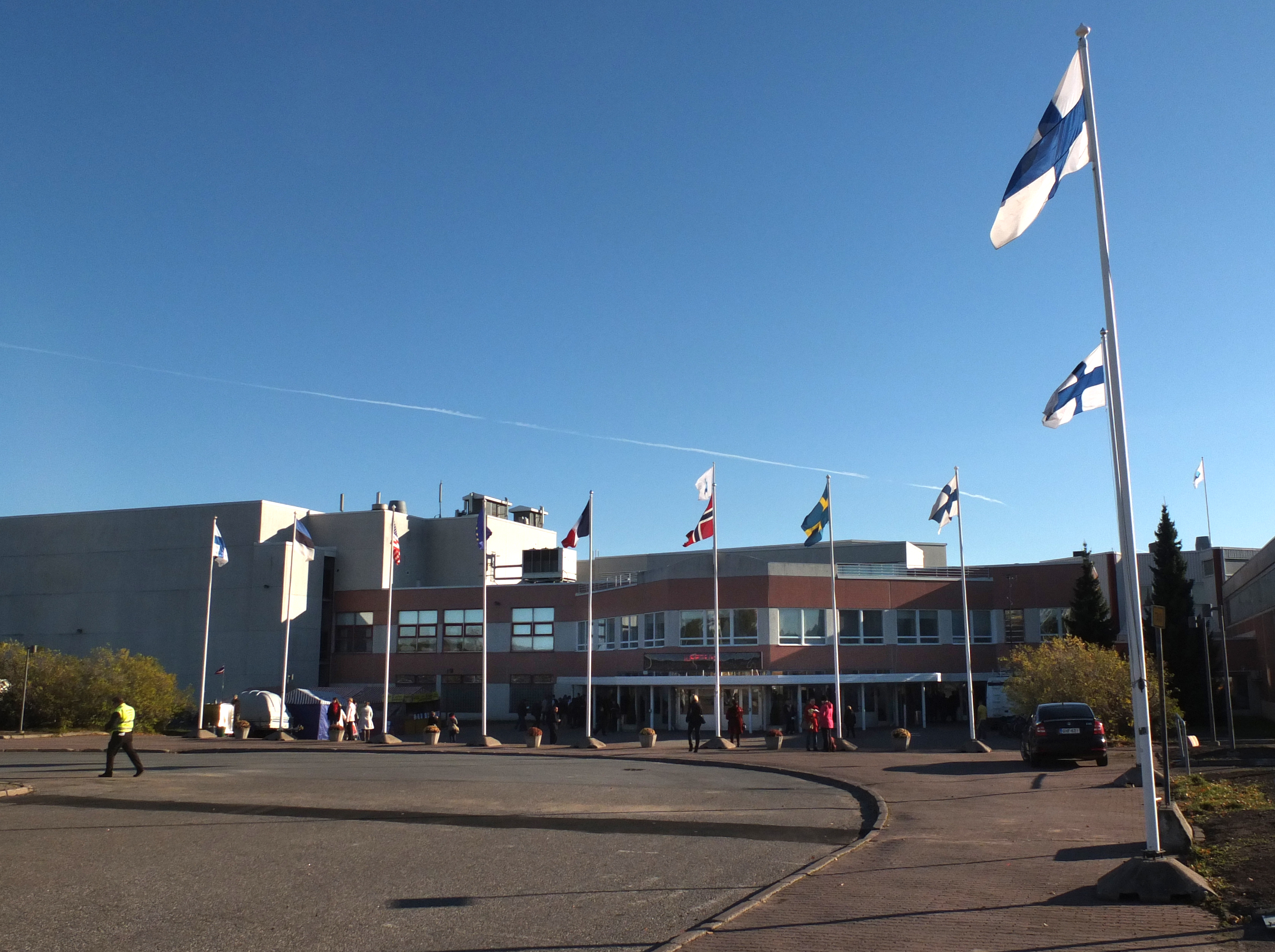
Åbo mässcentrum

Åbo bokmässa (finska: Turun kirjamessut) är en bokmässa i Åbo sedan 1990. Den hålls årligen under första helgen i oktober på Åbo mässcentrum.
Bokmässan hade omkring 22.000 besökare 2013. År 2020 ställdes mässan in på grund av pågående Covid-19-pandemi.
Författaren och dåvarande länskonstnären i Egentliga Finland Kari J. Kettula (född 1947) tog initiativ till Åbo bokmässa 1988. Han var programchef mellan 1990 och 2011. Han efterträddes 2012 av poeten Jenni Haukio. Åren 2017 och 2018 ansvarade författarna Tommi Kinnunen och Salla Simukka (född 1981), respektive Tommi Kinnunen, Siri Kolu (född 1972) och Salla Simukka för programmen.

## Temata
- 2013: USA och Somero
- 2014: Frankrike och Sastamala
- 2015: Sverige, Sapmi och Gustavs
- 2016: Tyskland och Satakunta
- 2017:  ”Ett land – många röster”[4]
- 2018: Estland[6]
- 2019: Teater[7]
- 2020: (Fysisk mässa inställd)[8]
- 2021: Musik och ljudmedier[9]

## Bildgalleri

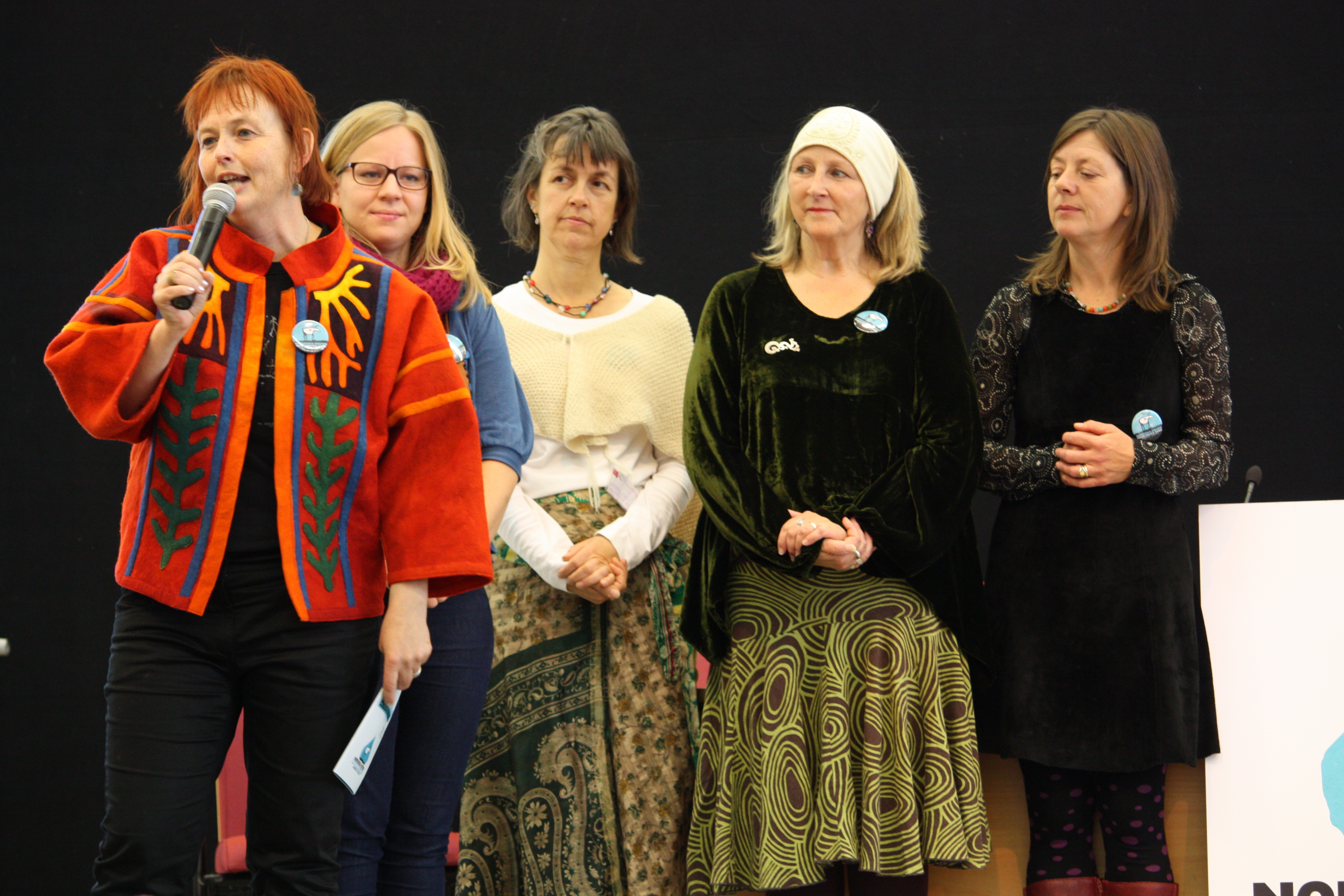
Nordiska röster, 2010
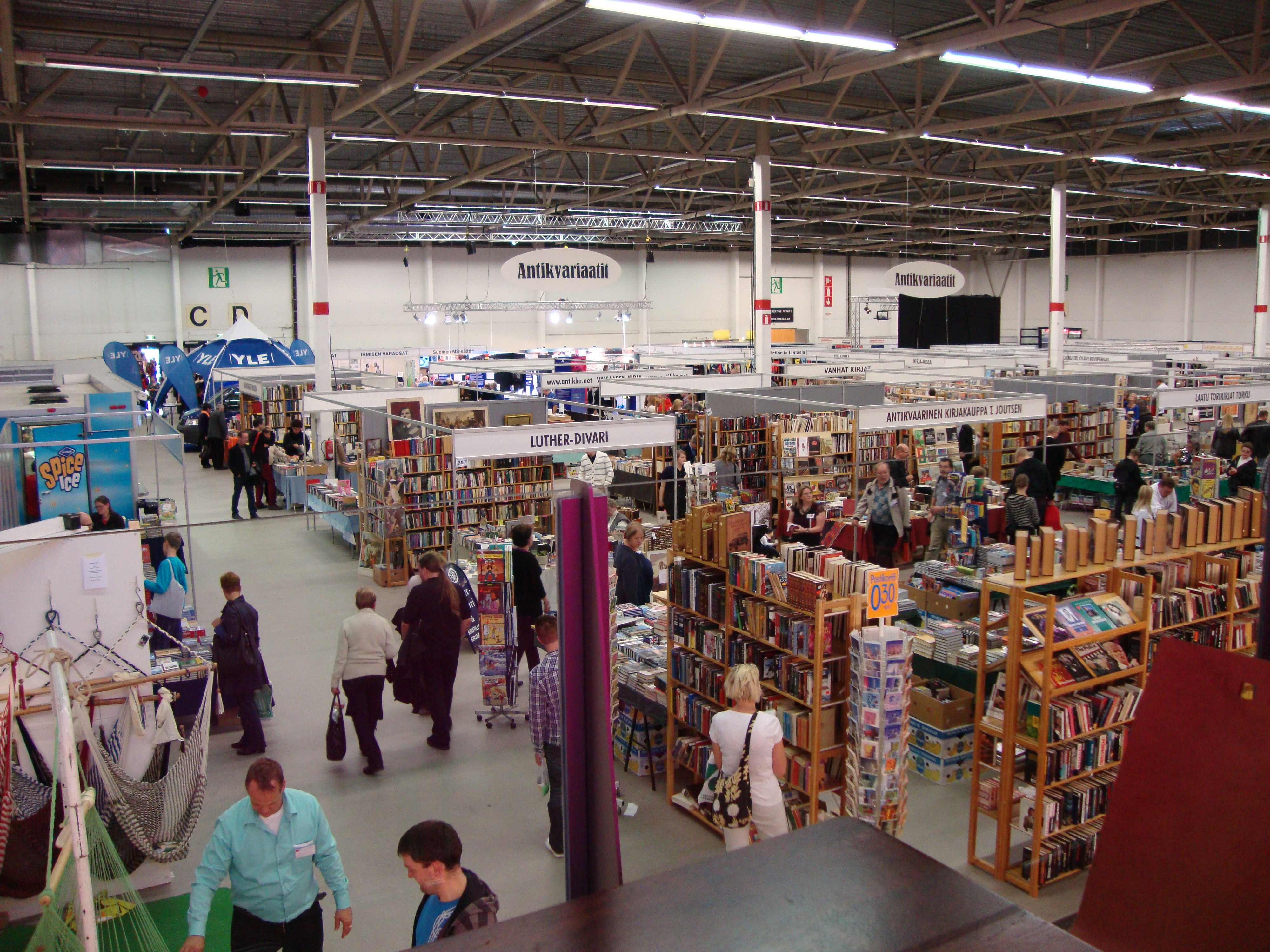
Stånd med antikvariatsförsäljning, 2010
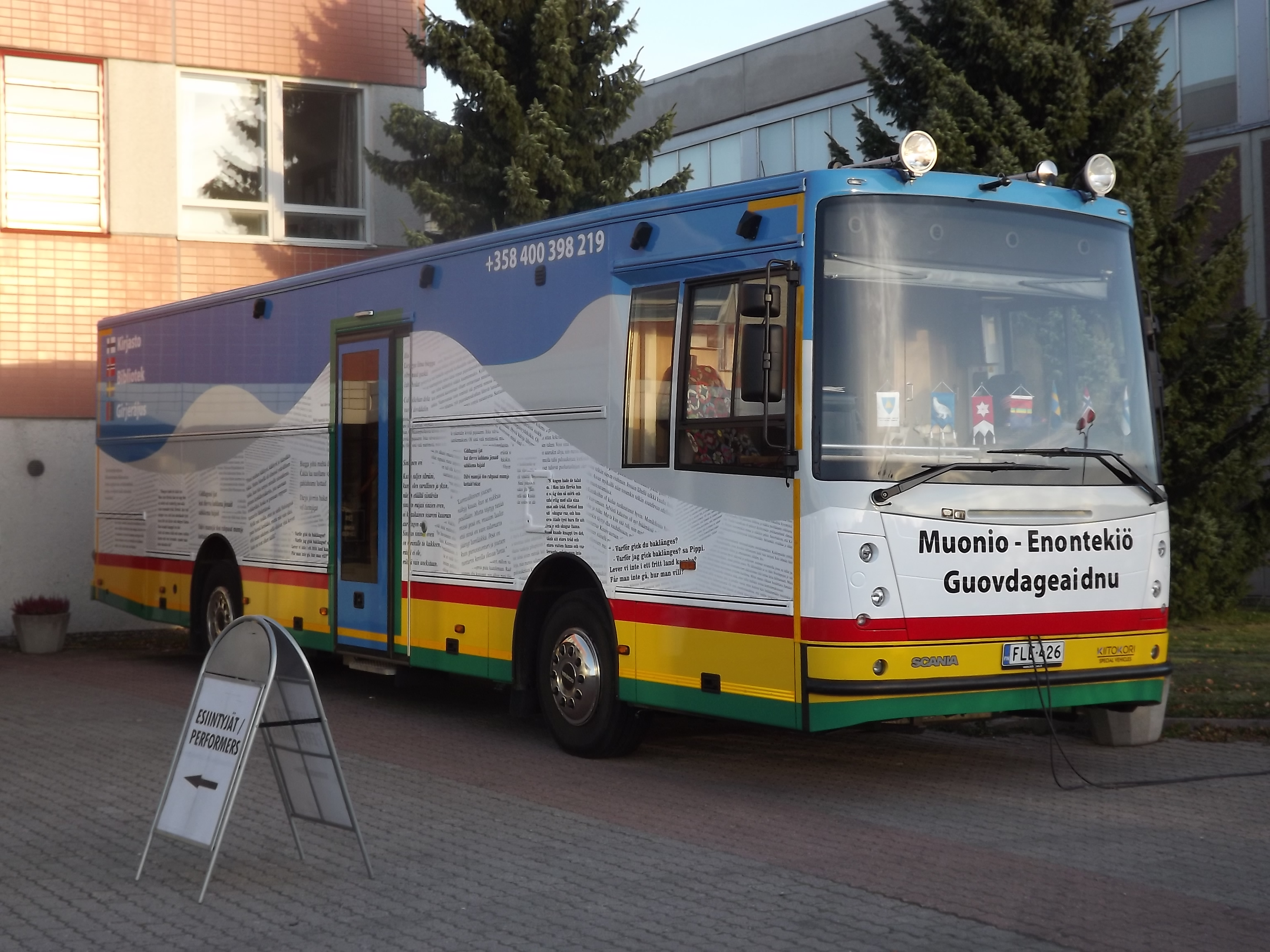
Bokbussen Muonio-Enontekis-Kautokeino i finländska Lappland och norska Finnmark, 2015
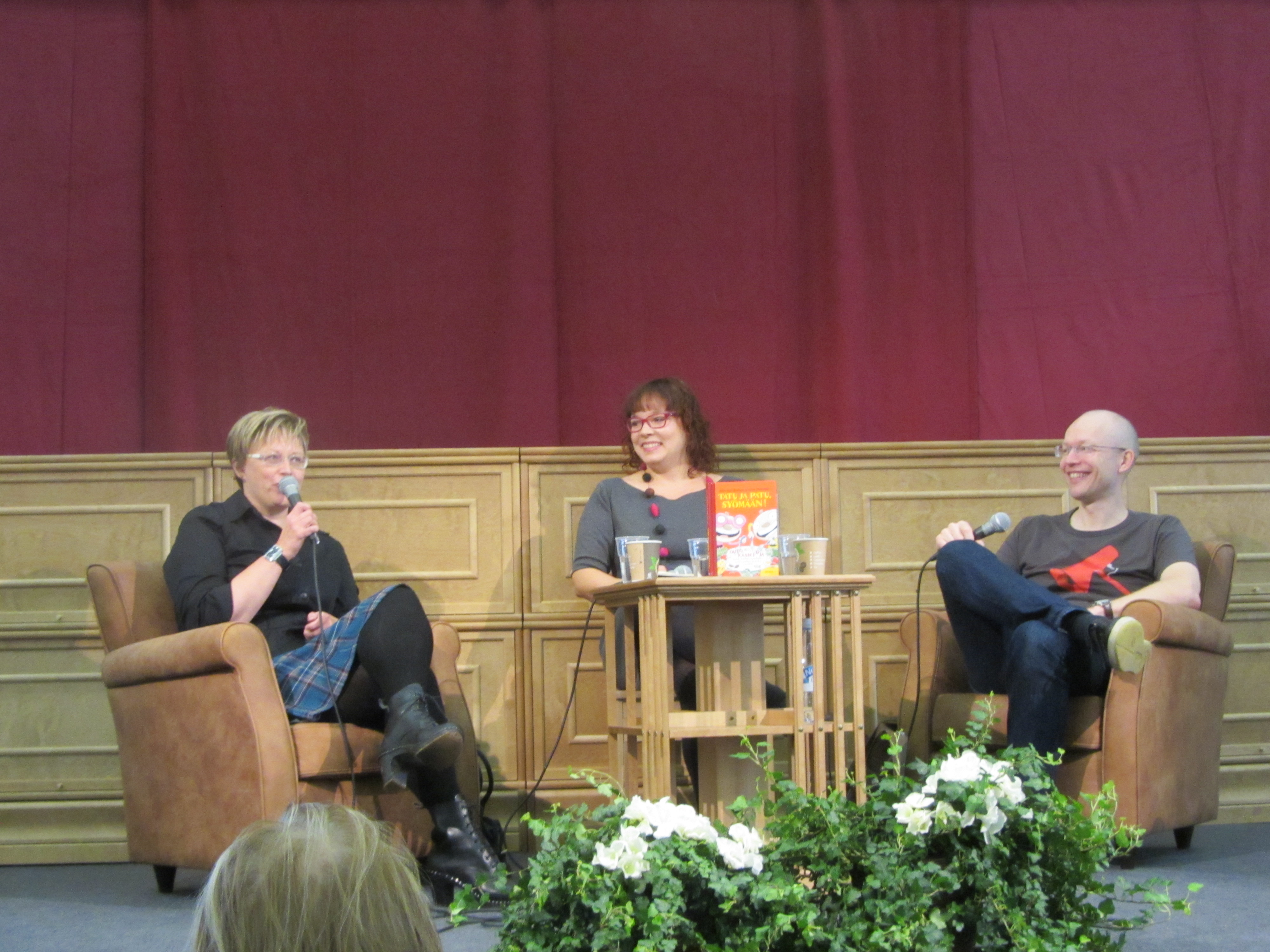
Aino Havukainen (född 1968), moderatorn Kaisu-Maria Toiskallio och Sami Toivonen (född 1971), 2014